# Смоляновці
Смоля́новці (болг. Смоляновци) — село в Монтанській області Болгарії. Входить до складу общини Монтана.

## Населення
За даними перепису населення 2011 року у селі проживали 1047 осіб, з них 1027 осіб (99,8%) — болгари.
Розподіл населення за віком у 2011 році:
Динаміка населення: